# Elecciones regionales de Lima de 2022
Las elecciones regionales de Lima de 2022 se llevaron a cabo el 2 de octubre de 2022 para elegir al gobernador regional, al vicegobernador regional y al Consejo Regional para el periodo 2023-2026. La elección se celebró simultáneamente con elecciones regionales y municipales (provinciales y distritales) en todo el Perú. La segunda vuelta regional se llevó a cabo el 4 de diciembre de 2022.

## Sistema electoral
El Gobierno Regional de Lima es el órgano administrativo y de gobierno del departamento de Lima, a excepción de la provincia homónima. Está compuesto por el gobernador regional, el vicegobernador regional y el Consejo Regional.
La votación se realiza en base al sufragio universal, que comprende a todos los ciudadanos nacionales mayores de dieciocho años, empadronados y residentes en el departamento de Lima y en pleno goce de sus derechos políticos.
El gobernador y vicegobernador regional son elegidos por sufragio directo. Para que un candidato sea proclamado ganador debe obtener no menos de 30 % de votos válidos. En caso ningún candidato logre ese porcentaje en la primera vuelta electoral, los dos candidatos más votados participan en una segunda vuelta o balotaje. No hay reelección inmediata de gobernadores regionales.
El Consejo Regional de Lima está compuesto por 13 consejeros elegidos por sufragio directo para un período de cuatro (4) años. La votación es por lista cerrada y bloqueada. Cada provincia del departamento de Lima constituye una circunscripción electoral. Se asigna a la lista ganadora los escaños según el método d'Hondt. La distribución y el número de consejeros regionales es la siguiente:
| Circunscripción                            | Escaños | Mapa |
| ------------------------------------------ | ------- | ---- |
| Cajatambo, Cañete, Huaura y Yauyos         | 2       |      |
| Barranca, Canta, Huaral, Huarochirí y Oyón | 1       |      |

## Composición del Consejo Regional de Lima
La siguiente tabla muestra la composición del Consejo Regional de Lima antes de las elecciones.
| Partidos | Partidos                                        | Consejeros |
| -------- | ----------------------------------------------- | ---------- |
|          | Patria Joven                                    | 5          |
|          | Alianza para el Progreso                        | 3          |
|          | Fuerza Regional                                 | 2          |
|          | Movimiento Regional Unidad Cívica Lima          | 2          |
|          | Concertación para el Desarrollo Regional - Lima | 1          |
|          | Fuerza Popular                                  | 1          |

## Elecciones internas
Los partidos políticos realizaron la convocatoria a elecciones internas (15–22 de enero de 2022) para definir a los candidatos de sus organizaciones en listas cerradas y bloqueadas. Se sometieron a elección las candidaturas a:
- Gobernador y vicegobernador regional de Lima (2 candidaturas).
- Consejo Regional de Lima (13 candidaturas).

Existen dos modalidades para la organización de las elecciones internas:
- Modalidad de elección directa: con voto universal, libre, voluntario, igual, directo y secreto de los afiliados. Fue la modalidad utilizada por Patria Joven,[5] Alianza para el Progreso[6] y Somos Perú.[7] Las elecciones se realizaron el 15 de mayo de 2022.
- Modalidad de delegados: a través de delegados previamente elegidos mediante voto universal, libre, voluntario, igual, directo y secreto de los afiliados. Fue la modalidad utilizada por Fuerza Regional,[5] Movimiento Regional Unidad Cívica Lima,[5] Concertación para el Desarrollo Regional - Lima,[5] Perú Libre,[8] Avanza País,[9] Renovación Popular[10] y Frente de la Esperanza.[11] Las elecciones se realizaron el 22 de mayo de 2022.

## Partidos y candidatos
A continuación se muestra una lista de los principales partidos y alianzas electorales que participan en las elecciones:
| Candidatura | Candidatura | Partidos y alianzas                                           | Candidatos | Candidatos              | Ideología                                                           | Resultado previo | Resultado previo | Ref.   |
| Candidatura | Candidatura | Partidos y alianzas                                           | Candidatos | Candidatos              | Ideología                                                           | Votos (%)        | Con.             | Ref.   |
| ----------- | ----------- | ------------------------------------------------------------- | ---------- | ----------------------- | ------------------------------------------------------------------- | ---------------- | ---------------- | ------ |
|             | PJ          | Lista - Patria Joven (PJ)                                     |            | José Bautista Rubio     | Regionalismo limeño                                                 | 17.47%           | 4                | [ 12 ] |
|             | UCL         | Lista - Movimiento Regional Unidad Cívica Lima (UCL)          |            | Rosa Vásquez Cuadrado   | Regionalismo limeño                                                 | 12.44%           | 2                | [ 12 ] |
|             | APP         | Lista - Alianza para el Progreso (APP)                        |            | Carlos Almerí Veramendi | Liberalismo económico Conservadurismo liberal Populismo de derecha  | 10.28%           | 3                | [ 12 ] |
|             | SP          | Lista - Somos Perú (SP)                                       |            | Marino Llanos Coca      | Democracia cristiana Conservadurismo social                         | 9.42%            | 0                | [ 12 ] |
|             | CDR         | Lista - Concertación para el Desarrollo Regional - Lima (CDR) |            | Nelson Chui Mejía       | Regionalismo limeño                                                 | 7.95%            | 1                | [ 12 ] |
|             | PL          | Lista - Perú Libre (PL)                                       |            | Mariela Prado Linares   | Socialismo del siglo XXI Marxismo-leninismo Mariateguismo           | 1.13%            | 0                | [ 12 ] |
|             | AvP         | Lista - Avanza País (AvP)                                     |            | Santos Quispe Murga     | Conservadurismo liberal Liberalismo clásico                         | 1.08%            | 0                | [ 12 ] |
|             | RP          | Lista - Renovación Popular (RP)                               |            | Rafael Santos Normand   | Ultraconservadurismo Fundamentalismo cristiano Populismo de derecha | Nuevo            | Nuevo            | [ 13 ] |
|             | FE          | Lista - Frente de la Esperanza (FE)                           |            | Marlene Luyo Ludeña     | Reformismo                                                          | Nuevo            | Nuevo            | [ 12 ] |

## Sondeos de opinión
Las siguientes tablas enumeran las estimaciones de la intención de voto en orden cronológico inverso, mostrando las más recientes primero y utilizando las fechas en las que se realizó el trabajo de campo de la encuesta. Cuando se desconocen las fechas del trabajo de campo, se proporciona la fecha de publicación.
Leyenda:
     Sondeo realizado en el periodo de prohibición legal de la difusión de sondeos de intención de voto.

### Balotaje

#### Intención de voto
La siguiente tabla enumera las estimaciones ponderadas (sin incluir votos en blanco y nulos) de la intención de voto.
|                               |                |      |      |      |      |  |  |
| Elecciones regionales de 2022 | 4 dic 2022     | —    | 59.8 | 40.2 | 19.6 |  |  |
|                               |                |      |      |      |      |  |  |
| Exitosa                       | 4 dic 2022     | ?    | 55.5 | 44.5 | 11.0 |  |  |
| Stereo 92                     | 15–17 nov 2022 | 1200 | 56.2 | 43.8 | 12.4 |  |  |
| Sensor                        | 10–12 oct 2022 | 500  | 55.5 | 44.5 | 11.0 |  |  |

#### Preferencias de voto
La siguiente tabla enumera las preferencias de voto en bruto (incluyendo blancos, viciados y sin respuesta) y no ponderadas.
| Encuestadora/Medio            | Fecha          | Muestra | Rosa Vásquez | José Bautista | B/V  | NS/NO | Dif. |  |  |  |
| ----------------------------- | -------------- | ------- | ------------ | ------------- | ---- | ----- | ---- |  |  |  |
| Encuestadora/Medio            | Fecha          | Muestra |              |               |      |       |      |  |  |  |
| Elecciones regionales de 2022 | 4 dic 2022     | —       | 54.4         | 36.6          | 9.0  | –     | 17.8 |  |  |  |
|                               |                |         |              |               |      |       |      |  |  |  |
| Exitosa                       | 4 dic 2022     | 4300    | 41.2         | 33.0          | 14.8 | 11.0  | 11.0 |  |  |  |
| Stereo 92                     | 15–17 nov 2022 | 1200    | 45.5         | 35.5          | 19.0 | –     | 10.0 |  |  |  |
| Sensor                        | 10–12 oct 2022 | 500     | 46.2         | 37.0          | 13.2 | 3.6   | 9.2  |  |  |  |

### Primera vuelta

#### Intención de voto
La siguiente tabla enumera las estimaciones ponderadas (sin incluir votos en blanco y nulos) de la intención de voto.
|                               |               |     |      |      |      |      |     |      |     |     |     |     |  |  |  |
| Elecciones regionales de 2022 | 2 oct 2022    | —   | 27.1 | 19.8 | 14.3 | 12.9 | 9.9 | 6.6  | 3.3 | 3.3 | 2.9 | 7.3 |  |  |  |
|                               |               |     |      |      |      |      |     |      |     |     |     |     |  |  |  |
| Ipsos Perú/América            | 2 oct 2022    | ?   | 25.7 | 21.6 | 13.3 | 13.7 | –   | –    | –   | –   | –   | 4.1 |  |  |  |
| Ipsos Perú/América            | 2 oct 2022    | ?   | 24.5 | 25.4 | 13.3 | 15.8 | –   | –    | –   | –   | –   | 0.9 |  |  |  |
| Sensor                        | 9–13 sep 2022 | 500 | 28.4 | 20.5 | 17.0 | 6.8  | 6.8 | 13.6 | 1.1 | 2.3 | 2.3 | 7.9 |  |  |  |

#### Preferencias de voto
La siguiente tabla enumera las preferencias de voto en bruto (incluyendo blancos, viciados y sin respuesta) y no ponderadas.
| Encuestadora/Medio            | Fecha         | Muestra | Rosa Vásquez | José Bautista | Nelson Chui | Marino Llanos | Rafael Santos | Carlos Almerí | Mariela Prado | Santos Quispe | Marlene Luyo | B/V  | NS/NO | Dif. |  |  |  |  |
| ----------------------------- | ------------- | ------- | ------------ | ------------- | ----------- | ------------- | ------------- | ------------- | ------------- | ------------- | ------------ | ---- | ----- | ---- |  |  |  |  |
| Encuestadora/Medio            | Fecha         | Muestra |              |               |             |               |               |               |               |               |              |      |       |      |  |  |  |  |
| Elecciones regionales de 2022 | 2 oct 2022    | —       | 22.3         | 16.3          | 11.7        | 10.6          | 8.1           | 5.4           | 2.7           | 2.7           | 2.4          | 17.9 | –     | 6.0  |  |  |  |  |
|                               |               |         |              |               |             |               |               |               |               |               |              |      |       |      |  |  |  |  |
| Sensor                        | 9–13 sep 2022 | 500     | 25           | 18            | 15          | 6             | 6             | 12            | 1             | 2             | 2            | –    | 12    | 7    |  |  |  |  |

## Resultados

### Gobierno Regional de Lima
| Candidatos           | Candidatos              | Partidos y coaliciones                                | Primera vuelta 2 oct 2022 | Primera vuelta 2 oct 2022 | Balotaje 4 dic 2022 | Balotaje 4 dic 2022 |  |
| Candidatos           | Candidatos              | Partidos y coaliciones                                | Votos                     | %                         | Votos               | %                   |  |
| -------------------- | ----------------------- | ----------------------------------------------------- | ------------------------- | ------------------------- | ------------------- | ------------------- |  |
|                      | Rosa Vásquez Cuadrado   | Movimiento Regional Unidad Cívica Lima (UCL)          | 137,052                   | 27.11                     | 296,150             | 59.83               |  |
|                      | José Bautista Rubio     | Patria Joven (PJ)                                     | 100,226                   | 19.83                     | 198,841             | 40.17               |  |
|                      | Nelson Chui Mejía       | Concertación para el Desarrollo Regional - Lima (CDR) | 71,969                    | 14.24                     |                     |                     |  |
|                      | Marino Llanos Coca      | Somos Perú (SP)                                       | 64,964                    | 12.85                     |                     |                     |  |
|                      | Rafael Santos Normand   | Renovación Popular (RP)                               | 49,997                    | 9.89                      |                     |                     |  |
|                      | Carlos Almerí Veramendi | Alianza para el Progreso (APP)                        | 33,266                    | 6.58                      |                     |                     |  |
|                      | Mariela Prado Linares   | Perú Libre (PL)                                       | 16,710                    | 3.31                      |                     |                     |  |
|                      | Santos Quispe Murga     | Avanza País (AvP)                                     | 16,674                    | 3.30                      |                     |                     |  |
|                      | Marlene Luyo Ludeña     | Frente de la Esperanza (FE)                           | 14,637                    | 2.90                      |                     |                     |  |
|                      |                         |                                                       |                           |                           |                     |                     |  |
| Total                | Total                   | Total                                                 | 505,495                   |                           | 494,991             |                     |  |
|                      |                         |                                                       |                           |                           |                     |                     |  |
| Votos válidos        | Votos válidos           | Votos válidos                                         | 505,495                   | 82.11                     | 494,991             | 91.01               |  |
| Votos en blanco      | Votos en blanco         | Votos en blanco                                       | 62,125                    | 10.09                     | 5,903               | 1.09                |  |
| Votos nulos          | Votos nulos             | Votos nulos                                           | 47,981                    | 7.79                      | 42,965              | 7.90                |  |
| Votos emitidos       | Votos emitidos          | Votos emitidos                                        | 615,601                   | 79.69                     | 543,859             | 70.41               |  |
| Abstenciones         | Abstenciones            | Abstenciones                                          | 156,876                   | 20.31                     | 228,618             | 29.59               |  |
| Votantes registrados | Votantes registrados    | Votantes registrados                                  | 772,477                   |                           | 772,477             |                     |  |
|                      |                         |                                                       |                           |                           |                     |                     |  |
| Fuente:              |                         |                                                       |                           |                           |                     |                     |  |

### Consejo Regional de Lima

#### Sumario general
|                                                                                                  |                                                       |              |              |              |         |         |  |
| Partidos y coaliciones                                                                           | Partidos y coaliciones                                | Voto popular | Voto popular | Voto popular | Escaños | Escaños |  |
| Partidos y coaliciones                                                                           | Partidos y coaliciones                                | Votos        | %            | ±pp          | Total   | +/−     |  |
|                                                                                                  | Movimiento Regional Unidad Cívica Lima (UCL)          | 136,140      | 29.32        | +18.70       | 6       | +4      |  |
|                                                                                                  | Patria Joven (PJ)                                     | 70,715       | 15.23        | –0.65        | 3       | –1      |  |
|                                                                                                  | Concertación para el Desarrollo Regional - Lima (CDR) | 65,520       | 14.11        | +4.96        | 1       | ±0      |  |
|                                                                                                  | Somos Perú (SP)                                       | 59,531       | 12.82        | +4.63        | 1       | +1      |  |
|                                                                                                  | Renovación Popular (RP)                               | 45,061       | 9.71         | Nuevo        | 1       | +1      |  |
|                                                                                                  | Alianza para el Progreso (APP)                        | 39,789       | 8.57         | –3.10        | 1       | –2      |  |
|                                                                                                  | Perú Libre (PL)1                                      | 18,303       | 3.94         | +2.82        | 0       | ±0      |  |
|                                                                                                  | Avanza País (AvP)                                     | 16,835       | 3.63         | +2.37        | 0       | ±0      |  |
|                                                                                                  | Frente de la Esperanza (FE)                           | 12,366       | 2.66         | Nuevo        | 0       | ±0      |  |
|                                                                                                  |                                                       |              |              |              |         |         |  |
| Total                                                                                            | Total                                                 | 464,260      |              |              | 13      | ±0      |  |
|                                                                                                  |                                                       |              |              |              |         |         |  |
| Votos válidos                                                                                    | Votos válidos                                         | 464,260      | 75.42        | +0.02        |         |         |  |
| Votos en blanco                                                                                  | Votos en blanco                                       | 106,170      | 17.25        | +1.85        |         |         |  |
| Votos nulos                                                                                      | Votos nulos                                           | 45,171       | 7.34         | –1.86        |         |         |  |
| Votos emitidos                                                                                   | Votos emitidos                                        | 615,601      | 79.69        | –3.32        |         |         |  |
| Abstenciones                                                                                     | Abstenciones                                          | 156,869      | 20.31        | +3.32        |         |         |  |
| Votantes registrados                                                                             | Votantes registrados                                  | 772,477      |              |              |         |         |  |
|                                                                                                  |                                                       |              |              |              |         |         |  |
| Fuente:                                                                                          |                                                       |              |              |              |         |         |  |
| Notas al pie: 1 Comparado con los resultados del Perú Libertario (PL) en las elecciones de 2018. |                                                       |              |              |              |         |         |  |
| Notas al pie:                                                                                    |                                                       |              |              |              |         |         |  |
| 1 Comparado con los resultados del Perú Libertario (PL) en las elecciones de 2018.               |                                                       |              |              |              |         |         |  |

#### Resultados por provincia
| Provincia  | UCL      | UCL  | PJ   | PJ   | CDR  | CDR  | SP   | SP   | RP   | RP  | APP  | APP | PL  | PL  | AvP  | AvP | FE  | FE  |   |
| Provincia  | %        | E    | %    | E    | %    | E    | %    | E    | %    | E   | %    | E   | %   | E   | %    | E   | %   | E   |   |
| ---------- | -------- | ---- | ---- | ---- | ---- | ---- | ---- | ---- | ---- | --- | ---- | --- | --- | --- | ---- | --- | --- | --- | - |
| Provincia  | Barranca | 34.6 | 1    | 17.7 | –    | 12.9 | –    | 13.5 | –    | 5.6 | –    | 5.3 | –   | 2.2 | –    | 4.0 | –   | 4.2 | – |
| Cajatambo  | 7.0      | –    | 15.0 | –    | 37.8 | 1    | 5.1  | –    | 1.2  | –   | 25.5 | 1   | 1.6 | –   | 5.1  | –   | 1.6 | –   |   |
| Canta      | 23.6     | –    | 28.9 | 1    | 19.1 | –    | 1.2  | –    | 2.4  | –   | 17.8 | –   | 3.4 | –   | 2.3  | –   | 1.3 | –   |   |
| Cañete     | 29.3     | 1    | 12.3 | –    | 11.4 | –    | 10.9 | –    | 17.2 | 1   | 6.4  | –   | 4.7 | –   | 3.9  | –   | 3.9 | –   |   |
| Huaral     | 38.1     | 1    |      |      | 16.0 | –    | 8.7  | –    | 10.0 | –   | 18.2 | –   | 4.1 | –   | 2.8  | –   | 2.2 | –   |   |
| Huarochirí | 29.6     | 1    | 21.3 | –    | 22.9 | –    | 5.9  | –    | 4.7  | –   | 9.4  | –   | 2.0 | –   | 1.5  | –   | 2.7 | –   |   |
| Huaura     | 21.8     | 1    | 22.5 | 1    | 12.1 | –    | 19.3 | –    | 8.7  | –   | 5.5  | –   | 4.6 | –   | 4.0  | –   | 1.4 | –   |   |
| Oyón       | 19.2     | –    | 19.0 | –    | 9.2  | –    | 40.0 | 1    | 2.0  | –   | 8.2  | –   | 1.8 | –   |      |     | 0.6 | –   |   |
| Yauyos     | 27.1     | 1    | 19.5 | 1    | 8.1  | –    | 18.7 | –    | 4.5  | –   | 3.5  | –   | 8.5 | –   | 10.1 | –   |     |     |   |
| Total      | 29.3     | 6    | 15.2 | 3    | 14.1 | 1    | 12.8 | 1    | 9.7  | 1   | 8.6  | 1   | 3.9 | –   | 3.6  | –   | 2.7 | –   |   |

### Autoridades electas
| Cargo                                       | Autoridad electa | Autoridad electa         | Partido político | Partido político                                |
| ------------------------------------------- | ---------------- | ------------------------ | ---------------- | ----------------------------------------------- |
| Gobernadora Regional de Lima                |                  | Rosa Vásquez Cuadrado    |                  | Movimiento Regional Unidad Cívica Lima          |
| Vicegobernador Regional de Lima             |                  | Nicolás Barrera Morán    |                  | Movimiento Regional Unidad Cívica Lima          |
| Consejero Regional de Lima (por Barranca)   |                  | Ronald Soberón Vizcarra  |                  | Movimiento Regional Unidad Cívica Lima          |
| Consejero Regional de Lima (por Cajatambo)  |                  | Tomás Chavarria Hungaro  |                  | Concertación para el Desarrollo Regional - Lima |
| Consejera Regional de Lima (por Cajatambo)  |                  | Susana Solórzano Mugruza |                  | Alianza para el Progreso                        |
| Consejera Regional de Lima (por Canta)      |                  | Merle Santos León        |                  | Patria Joven                                    |
| Consejero Regional de Lima (por Cañete)     |                  | José Caico Fernández     |                  | Movimiento Regional Unidad Cívica Lima          |
| Consejera Regional de Lima (por Cañete)     |                  | Blanca Vicente Prada     |                  | Renovación Popular                              |
| Consejero Regional de Lima (por Huaral)     |                  | Víctor Huaccho Salas     |                  | Movimiento Regional Unidad Cívica Lima          |
| Consejero Regional de Lima (por Huarochirí) |                  | Luis Núñez López         |                  | Movimiento Regional Unidad Cívica Lima          |
| Consejera Regional de Lima (por Huaura)     |                  | Limsay Bernal Quinteros  |                  | Patria Joven                                    |
| Consejero Regional de Lima (por Huaura)     |                  | Víctor Uribe Torres      |                  | Movimiento Regional Unidad Cívica Lima          |
| Consejero Regional de Lima (por Oyón)       |                  | Ángel Ugarte Javier      |                  | Somos Perú                                      |
| Consejero Regional de Lima (por Yauyos)     |                  | Erwin Tacsa Pascual      |                  | Movimiento Regional Unidad Cívica Lima          |
| Consejero Regional de Lima (por Yauyos)     |                  | Jimmy Manta Ignacio      |                  | Patria Joven                                    |